# Edige Niyazov
Edige Rishatuly Niyazov (in kazako Едіге Ришатұлы Ниязов?, Edige Rıshatuly Nııazov ; in russo Едыге Решатович Ниязов?, Edyge Rešatovič Nijazov; Almaty, 22 marzo 1940 – Pavlodar, 29 novembre 2009) è stato un fotografo kazako.

## Biografia
Si è laureato presso la facoltà di storia dell'Università statale del Kazakistan. Ha lavorato come insegnante di storia dal 1964 al 1977. È stato il membro onorario del centro fotografico francese "Fontaine obscure" ("La fontana oscura"), con sede dal 1979 nella città di Aix-en-Provence, che riunisce professionisti che ispirano le proprie opere al concetto di rifiuto di qualsiasi norma e restrizione. Nel 1990 ha creato una scuola di fotografia a Pavlodar, dove vive, che ha diretto per nove anni.
Il campo della sua ricerca fotografica è il paesaggio e il ritratto. Nel primo caso si tratta di uno studio immersivo ed emozionale e non semplicemente contemplativo e meccanico nei confronti del paesaggio, mentre per quanto riguarda il ritratto, egli cerca di stabilire un "rapporto" col soggetto da fotografare, l'ambiente circostante ed il fotografo stesso. Come nel caso del paesaggio anche nel ritratto, prevale l'emozione e l'individuazione della personalità del soggetto. Si potrebbe affermare che egli cerchi l'essenza stessa di ciò che fotografa e che i suoi "maestri" cui si ispira siano Jan Saudek ed Edward Weston. In una delle interviste da lui rilasciate, a proposito dei ritratti, ha dichiarato: "un ritratto non è una persona, ma due: quella che viene fotografata e quella che fotografa".
Particolarmente importante sono state le fotografie scattate nel momento di passaggio tra la dissoluzione dell'Unione Sovietica e la nascita della nuova Russia che lui racconta nel passaggio nella città di Leningrado e San Pietroburgo, in pratica tra gli anni che vanno dal 1984 al 1993. In visita da Pavlodar ai suoi nipoti e parenti vi rimase per quasi un decennio, frequentando gli artisti di quella città, documentandone gli eventi, le storie, i volti, i personaggi, le opere che rivestono, per ciò che è successo un valore di notevole interesse.
Al suo rientro a Pavlodar, dopo la mostra tenutasi a San Pietroburgo nel luglio del 2009, nel mese di novembre il suo corpo è stato ritrovato in casa sua, ucciso, secondo la polizia, con ben 48 coltellate, trovato dagli studenti che erano andati a fargli visita come al solito.
Le sue fotografie si trovano nel Museo russo di San Pietroburgo, nel Musée Français de la Photographie di Bièvres e in numerose collezioni private. Gli è stata assegnata la medaglia d'argento e di bronzo di VDNH nel 1985 e nel 1987.

## Mostre personali
- Almaty (2000, 2004, Kazakistan);
- Amburgo (1999, Germania);
- Melitopol (1988, Ucraina);
- Mosca (1987, 2002, Russia);
- Omsk (2009, Ru: Museo d'Arte MA Vrubel, Russia);
- Pavlodar (1998, 2004; 2010 (17.03.2010 - 17.04.2010), esposizione ~ 180 foto, Museo d'arte di Pavlodar, Kazakistan);
- San Pietroburgo (02.07.2009 - 27.07.2009, «Fotografia diretta», 1983–1993, galleria «D-137», Government Russian Museum, Russia).
- Stoccolma (1988, Svezia);
- Ukhta (1990, Russia);
- Aix-en-Provence (1990, 1992, Francia);

Ha esposto in altri paesi europei.